# Norbert Diederich
Norbert Diederich (* 1. Mai 1952) ist ein ehemaliger deutscher Fußballspieler. In der DDR-Liga, der zweithöchsten Spielklasse im DDR-Fußball, spielte er in den 1970er und 1980er Jahren für Dynamo Schwerin und Schiffahrt/Hafen Rostock.

## Sportliche Laufbahn
Mit der Polizeisportgemeinschaft Dynamo Rostock-Mitte stieg der 19-jährige Norbert Diederich 1971 in die drittklassige Bezirksliga Rostock auf. Anschließend wechselte er in die DDR-Liga zur SG Dynamo Schwerin. Dort bestritt er in der Saison 1971/72 zunächst nur neun der 22 Ligaspiele. 1972/73 hatte er sich mit 17 Ligaeinsätzen bereits einen Stammplatz erobert, und in den beiden folgenden Spielzeiten absolvierte er als Abwehrspieler jeweils alle 22 Spiele. War er in seinen ersten beiden Schweriner Spielzeiten ohne Torerfolg geblieben, erreichte er 1973/74 neun Treffer und wurde damit als Verteidiger Torschützenkönig der SG Dynamo. 1974/75 qualifizierte sich Dynamo Schwerin für die Oberliga-Aufstiegsrunde, erreichte aber nicht den Aufstieg. Diederich wurde in allen acht Qualifikationsspielen eingesetzt und schoss ein Tor, nachdem er in den Ligaspielen bereits zweimal getroffen hatte. Zu Beginn der Hinrunde der Saison 1975/76 bestritt er die ersten drei Ligaspiele, danach wechselte er zum Ligakonkurrenten Schiffahrt/Hafen Rostock. 
Bei den Rostockern kam Diederich vom 11. Spieltag an ebenfalls als Abwehrspieler zum Einsatz und bestritt weitere zehn Ligaspiele. In der Abwehr war er bis zur Saison 1979/80 Stammspieler und absolvierte in vier Spielzeiten 85 von 88 Ligaspielen. 1980/81 wurde er zunächst nur sechs Spiele in der Hinrunde eingesetzt. Nachdem Schiffahrt/Hafen nach seinem Staffelsieg an der Oberliga-Aufstiegsrunde teilgenommen hatte, wurde Diederich noch in zwei Begegnungen als Einwechselspieler eingesetzt. Da die Mannschaft den Aufstieg verpasste, ging Diederich 1981 in seine siebte Rostocker Saison. Er spielte wieder nur in der Hinrunde, in der er siebenmal aufgeboten wurde. Für die Spielzeit 1982/83 wurde er zwar noch im Kader erwähnt, kam aber nicht zum Einsatz. Er tauchte noch einmal in der DDR-Liga-Saison 1986/87 auf, nachdem die BSG Schiffahrt/Hafen nach ihrem vorherigen Abstieg als Aufsteiger antrat. Obwohl Diederich sowohl auf dem Foto des Bezirksmeisters in der fuwo und auch im veröffentlichten Kader für die DDR-Liga-Saison 1986/87 nicht erschien, bestritt er 34-jährig noch einmal zwölf Ligaspiele in der Hinrunde. 
Anschließend beendete er endgültig seine Laufbahn im höherklassigen Fußball. In zwölf Spielzeiten hatte er für Dynamo Schwerin 73 Ligaspiele absolviert und dabei elf Tore erzielt. Für Schiffahrt/Hafen Rostock spielte 120-mal in der DDR-Liga und kam zu neun Toren. Außerdem war er zweimal an der Oberliga-Aufstiegsrunde beteiligt (acht Spiele und ein Tor für Schwerin, zwei Einsätze ohne Tor für Rostock).